# خسروی‌دوخت مقدس

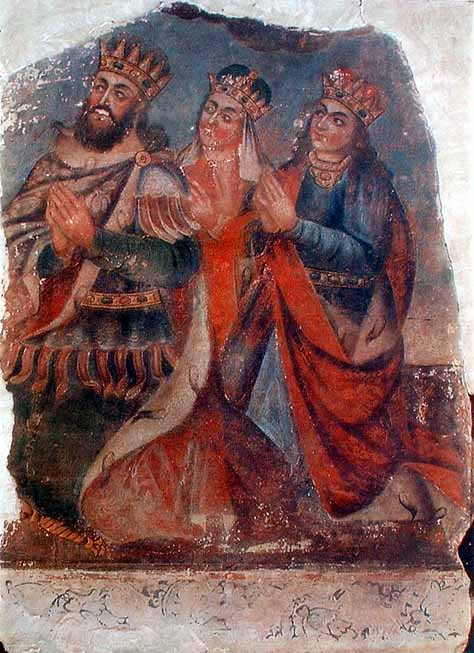

خسروی‌دوخت مقدس (ارمنی: Խոսրովիդուխտ؛ ۳۰۰ – ۴۰۰) قدیس مسیحی و شاهزاده از سلسله اشکانی ارمنستان بود که در نیمه دوم سده سوم میلادی و نیمه اول سده چهارم میلادی می‌زیست. وی فرزند خسرو دوم ارمنستان و خواهر تیرداد سوم ارمنستان بود.